# نيت بيندر
نيت بيندر هو لاعب كرة القدم الكندية كندي، ولد في 28 سبتمبر 1985 في وندسور في كندا.

## وصلات خارجية
- نيت بيندر على موقع JustSportsStats.com (الإنجليزية)